# Открытый чемпионат Италии по теннису 2018

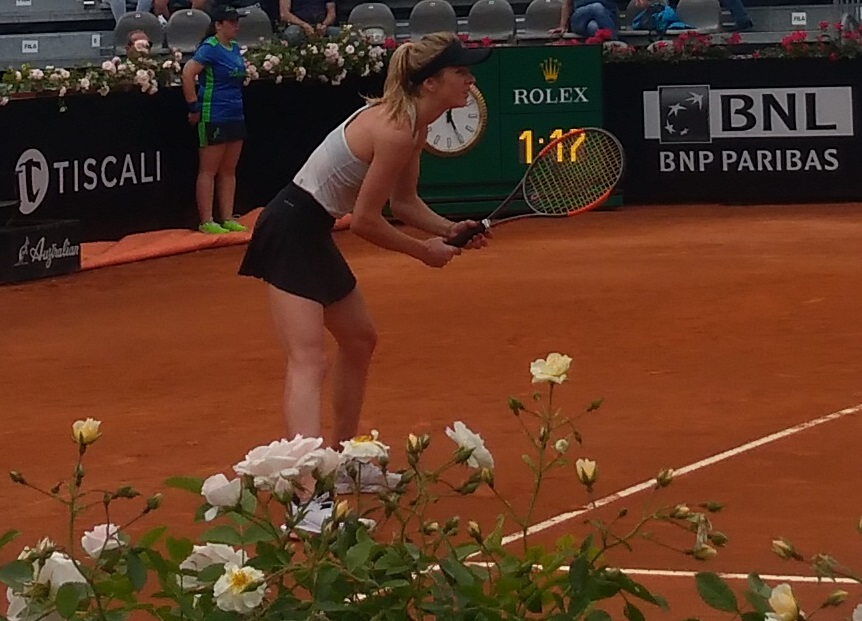
Победительница в женском одиночном разряде Элина Свитолина во время турнира.

Открытый чемпионат Италии по теннису 2018 года — 75-й розыгрыш ежегодного профессионального теннисного турнира среди мужчин и женщин, проводящегося в итальянском городе Рим и являющегося частью тура ATP в рамках серии серии Мастерс и тура WTA в рамках серии Премьер 5.
В 2018 году турнир прошёл с 14 по 20 мая. Соревнование продолжало околоевропейскую серию грунтовых турниров, подготовительную к майскому Открытому чемпионату Франции.
Прошлогодние победители:
- в мужском одиночном разряде —  Александр Зверев
- в женском одиночном разряде —  Элина Свитолина
- в мужском парном разряде —  Николя Маю и  Пьер-Юг Эрбер
- в женском парном разряде —  Мартина Хингис и  Латиша Чан

## Общая информация
Мужской одиночный турнир мог собрать девять представителей топ-10 мирового рейтинга, отсутствовал только лидер мирового рейтинга и четырёхкратный финалист турнира Роджер Федерер. Первым номером посева стал второй в мире и рекордсмен по победам на турнире Рафаэль Надаль. Прошлогодний чемпион Александр Зверев защищал свой титул, имея второй номер посева. В итоге оба фаворита разыграли титул в финале и победу одержал Надаль. Испанец обновил свой рекорд по титулам в Риме, выиграв уже в восьмой раз (до этого он побеждал с 2005 по 2007, в 2009, 2010, 2012 и 2013 годах). В основной сетке турнира сыграли два представителя России: Даниил Медведев и Карен Хачанов, однако оба выбыли в первом раунде.
В мужском парном разряде прошлогодние чемпионы Николя Маю и Пьер-Юг Эрбер не защищали свой титул. Титул смогли выиграть шестые номера посева Хуан Себастьян Кабаль и Роберт Фара. В финале они обыграли пару Пабло Карреньо Буста и Жуан Соуза, которая заменила выбывших из сетки третьих номеров посева Боба и Майка Брайанов, выбывших из-за травмы Боба. Кабаль и Фара стали первыми представителями Колумбии, кому удалось выиграть турнир в Риме в любом разряде.
Женский одиночный турнир должен был собрать всех представительниц топ-10, однако в последний момент снялась № 10 в мире на тот момент Петра Квитова. Возглавила посев первая ракетка в мире и прошлогодняя финалистка Симона Халеп. Румынка и в этом году смогла пройти в решающий матч. Здесь её ждала встреча с её прошлогодней соперницей Элиной Свитолиной (№ 4 посева) Украинская теннисистка смогла защитить титул и второй год подряд обыграть в финале Халеп. Из шести россиянок, выступивших на турнире, лучшего результата смогла добиться Мария Шарапова, которая добралась до полуфинала, проиграв в нём Симоне Халеп.
В женском парном разряде победу одержали восьмые номера посева Эшли Барти и Деми Схюрс, которые в финале обыграли вторых номеров посева Андрею Сестини Главачкову и Барбору Стрыцову. Прошлогодние победительницы Мартина Хингис и Латиша Чан не защищали свой титул, так как Хингис завершила карьеру в прошлом сезоне. Однако Чан сыграла на турнире в качестве пятых номеров посева в паре с Бетани Маттек-Сандс, но они проиграли уже в первом раунде Светлане Кузнецовой и Каролине Плишковой.

## Соревнования

### Мужчины. Одиночный турнир
Рафаэль Надаль обыграл  Александра Зверева со счётом 6-1, 1-6, 6-3.
- Надаль выиграл 3-й одиночный титул в сезоне и 78-й за карьеру в основном туре ассоциации.
- Зверев сыграл 4-й финал в сезоне и 13-й за карьеру в основном туре ассоциации.

### Женщины. Одиночный турнир
Элина Свитолина обыграла  Симону Халеп со счётом 6-0, 6-4.
- Свитолина выиграла 3-й одиночный титул в сезоне и 12-й за карьеру в туре ассоциации.
- Халеп сыграла 3-й одиночный финал в сезоне и 30-й за карьеру в туре ассоциации.

### Мужчины. Парный турнир
Хуан Себастьян Кабаль /  Роберт Фара обыграли  Пабло Карреньо Бусту /  Жуана Соузу со счётом 3-6, 6-4, [10-4].
- Кабаль выиграл 1-й парный титул в сезоне и 12-й за карьеру в основном туре ассоциации.
- Фара выиграл 1-й парный титул в сезоне и 11-й за карьеру в основном туре ассоциации.

### Женщины. Парный турнир
Эшли Барти /  Деми Схюрс обыграли  Андрею Сестини Главачкову /  Барбору Стрыцову со счётом 6-3, 6-4.
- Барти выиграла 2-й титул в сезоне и 7-й за карьеру в туре ассоциации.
- Схюрс выиграла 3-й титул в сезоне и 6-й за карьеру в туре ассоциации.